# Chrisóstomo Ripollés

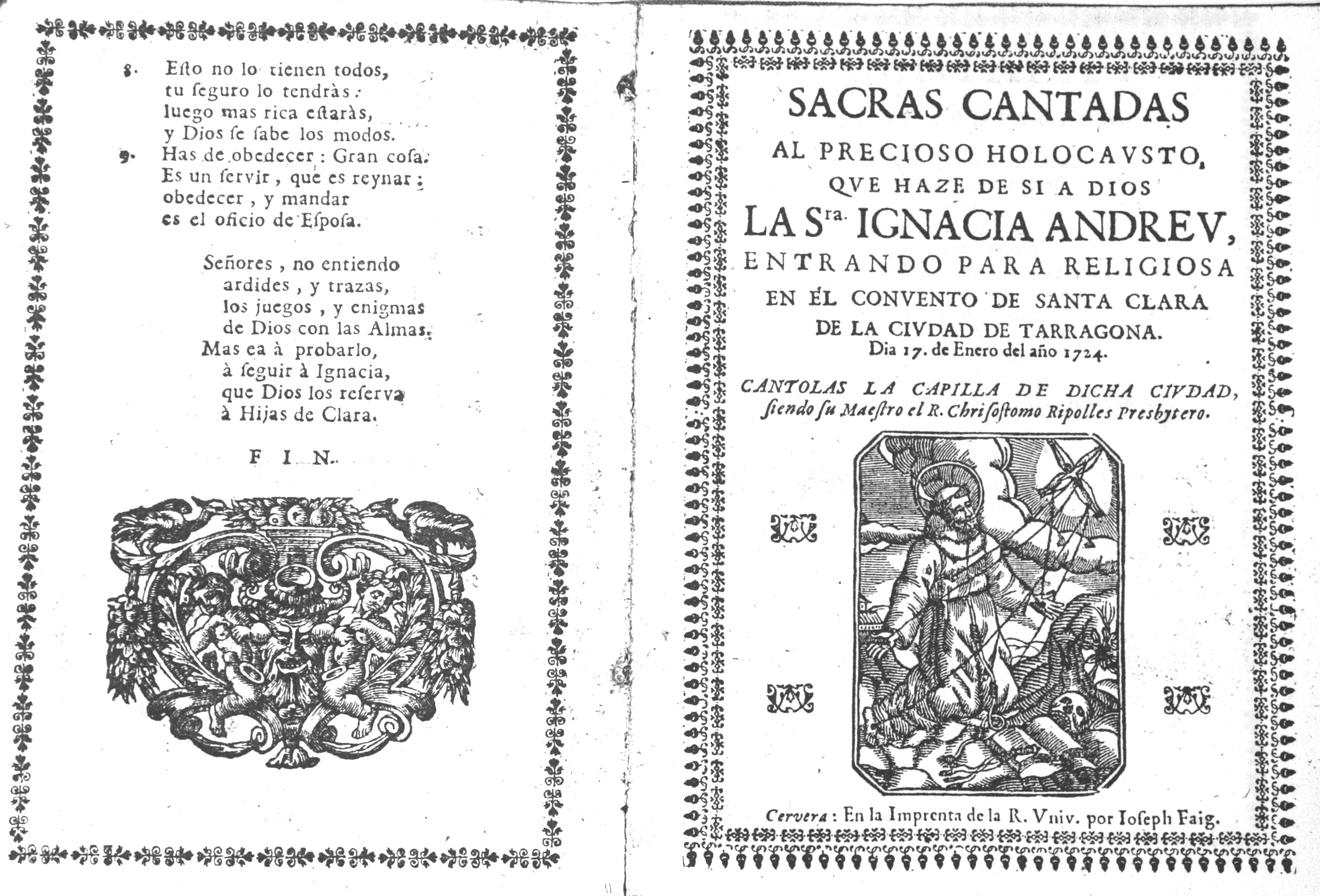
Portada de la edición del texto de un villancico de Chrisóstomo Ripollés

Chrisóstomo Ripollés, en catalán: Joan Crisòstom Ripollès, (Torreblanca, 1678 - Tarragona, diciembre de 1746) fue un compositor y maestro de capilla español.

## Vida
Debió de recibir su formación musical en una de las escuelas catedralicias cercanas a su tierra natal, como Tortosa, Segorbe o Tarragona. El 23 de mayo de 1699 fue admitido en calidad de cantor contralto primero de la capilla de música de la Catedral de Tarragona, que en 1695 dirigía el maestro José Escorihuela.
Ripollés fue cantor contralto primero de la capilla de la Catedral de Tarragona entre 1699 y 1708. Entre finales de febrero y principios de marzo de 1708, opositó al cargo de maestro de capilla de la Catedral de Tortosa, junto con Felip Vicente —organista formado en la Catedral de Valencia y fututo organista de la Catedral de Tarragona–, Pablo Llinás –maestro de Santos Justo y Pastor y futuro maestro de Santa Maria del Pino– y Francesc Ordeig –natural de Olot, cantor de la sede tarraconense bajo el magisterio de Escorihuela–. El tribunal, constituido por José Escorihuela, Tomás Serrano y Gerónimo Vermell, evaluó a los cuatro opositores; sin embargo, el capítulo reparará en sus deliberaciones en la excesiva juventud de los candidatos –salvo Ripollès que ya contaba treinta años– y su falta de experiencia para conseguir recuperar una capilla que atravesaba una época crítica. Tras una segunda deliberación y ante las dificultades para encontrar con presteza a un aspirante que reuniera la madurez y la experiencia que deseaban los capitulares de Tortosa, éstos acordaron conceder el magisterio al presidente del tribunal, José Escorihuela, y ofrecer la cantoría de contralto, vacante en aquellos momentos, a Ripollés. Éste la rechazó y el 19 de marzo era nombrado maestro de capilla de la Catedral de Tarragona, en sustitución de su antiguo maestro, José Escorihuela.
Ripollés rigió el magisterio tarraconense hasta el final de sus días. En calidad de examinador participó en los tribunales de las oposiciones de los magisterios de Santa María del Pino (1737) y de la Catedral de Lérida (1738); en ambas oposiciones compartió la labor evaluadora con Francisco Luis Serra, maestro del Pilar de Zaragoza, y también en ambas oposiciones participó su antiguo discípulo, Josep Carcoler.
Gracias a las cubiertas de dos pliegos impresos de villancicos, ha quedado constancia de su actuación, al frente de la capilla de la catedral, en el monasterio de Santa Clara de Tarragona en los años 1738 y 1743, con motivo de la profesión de dos novicias. Este último año de 1743, Ripollés actuó en Barcelona con la capilla tarraconense, con motivo de las fiestas que el primer domingo de mayo organizaba la cofradía del Roser en el convento de Santa Catalina.

## Obra
Su obra compositiva pertenece a los géneros propios del repertorio eclesiástico, litúrgico y religioso español, mostrando en todos ellos un intenso sentido melódico. El cultivo que hace de la policoralidad pone de manifiesto la influencia del estilo veneciano, introducido en la Península precisamente a través del área valenciana.
Su estilística compositiva se caracteriza por la transparencia textural y tímbrica, la frescura y la simplicidad lírica, y la gran vivacidad de la dinámica narrativa. Por otra parte, la influencia del italianismo, tal y como fue asumido por los compositores cercanos a la corte barcelonesa del Archiduque Carlos de Austria, como Francisco Valls, Pedro Rabassa o Tomás Milans, se hace evidente en la música que escribió a partir de 1720, aproximadamente.
Su legado compositivo lo conforman 32 obras de las cuales, veinticuatro se conservan en el fondo TarC (Fondo de la Catedral de Tarragona), seis en la Biblioteca de Cataluña, una en el Archivo de la Catedral de Valencia y una en el Fondo Musical de Santa Pau dels Arcs.

### Libro de música
Bajo el título de Libro de Música del Ldº / Chrisostomo Ripollés contralto / de la Santa Y Metropolitana / Iglesia de Tarragona en el año de 1704, Ripollès reunió, entre 1704 y 1711, una antología formada por 75 composiciones de los maestros más influyentes en el área catalana. Este valioso manuscrito autógrafo, después de un largo recorrido, se conserva hoy en la Biblioteca Jagiellonska de la Universidad de Cracovia. Según explicita el mismo documento, en el momento del fallecimiento de Ripollés la antología pasó a manos de Jaume Pellicer.